# Hanuš z Kolovrat
Hanuš I. z Kolovrat (uváděn 1390 – 1450) byl český šlechtic z libštejnské větve Kolovratů, náboženský činitel, hejtman měst pražských a jeden ze šesti dočasných správců českého království.

## Kariéra
Syn Albrechta I. Libštejnského z Kolovrat zdědil spolu s bratrem Bedřichem otcův majetek. Na Hanuše připadl hrad Krašov, na kterém se usadil.
Na počátku husitských válek stáli spolu s bratrem na straně krále Zikmunda, Hanuš byl dokonce v čele katolické jednoty na Plzeňsku. To bylo oceněno opatem plaského kláštera, který mu roku 1419 zastavil doživotně do užívání vsi Dřevec, Hodyni, Buček a Lednici. Od krále za 2 061 kop grošů získali řadu dalších vsí (převážně však z majetku plaského kláštera) jako např. Výrov, Kočín, Hubenov, Bílov, Olšany, Brodeslavy, Všehrdy, Kaceřov, Dobříč, Dolní Hradiště, Oboru, Kaznějov, Řemešín, Sedlec, Bukovinu, část Potvorova a městečko Kralovice.
V roce 1421 přepadl Hanuš dvakrát město Příbram, odvedl z něj zajatce, jezdecké koně, obilí a další zásoby, naopak ve městě nechal posádku, která obyvatele i nadále odírala.
Jako nepřítel husitů neměl však Hanuš klidu: po neúspěšném husitském obléhání dalších Hanušových hradů Točník a Žebrák, přitáhli v květnu 1425 husité s 900 jezdci a 7 000 pěšáky k hradům Krašov a Libštejn a poplenili vsi v okolí.[zdroj?] Ve stejném roce byl Hanuš jedním z velitelů vojska, které dobylo husity obsazený hrad Nižbor. Během boje padlo ze 120 obránců asi dvacet mužů a zbytek byl zajat. Roku 1430 oblehli husité znovu Libštejn a bratři z Kolovrat byli donuceni vyjednávat. S Prokopem Holým uzavřeli Kolovratové smír a přislíbili podporu straně podobojí. Zachránili tak hrad Libštejn, ale dostali se do nepřízně krále Zikmunda, který zrušil všechna předešlá darování. Bratři Hanuš a Bedřich však zástavu bez zaplacení zpět nevydali. Oba bratři se 14. srpna 1431 zúčastnili bitvy u Domažlic, Hanuš jako hejtman husitské jízdy.
Roku 1432 zemřel Bedřich z Kolovrat a Hanušovi zůstal hrad Krašov, půlka Kralovic a vsi Brodeslavy, Hubenov, Všehrdy, Újezd, Bukovina, Bílov, Řemešín, Sedlec, díl Potvorova a dvůr Olšany.
Dne 30. prosince 1437 zvolil zemský sněm z přívrženců krále Albrechta šest pánů jako správce českého království po dobu, než se sám král ujme vlády. Zvolenými pány byli Hanuš z Kolovrat, Oldřich II. z Rožmberka, nejvyšší purkrabí Menhart z Hradce, Aleš Holický ze Šternberka, Mikuláš Zajíc z Hazmburka a Zikmund Děčínský z Vartenberka. Hanuš se stal později hejtmanem měst pražských a bydlel v Praze. Po jejím dobytí Jiřím z Poděbrad utekl na hrad Žebrák, kde roku 1450 zemřel.
Hanušův majetek zdědil jeho syn Hanuš II. z Kolovrat.